# Брайн Мапс
Брайн Мапс (англ. TheBrianMaps; настоящее имя — Макси́м Серге́евич Тарасе́нко; род. 25 сентября 1999, Кинель, Самарская область) — российский видеоблогер, летсплейщик, актёр и сценарист. Создатель и владелец одноимённого YouTube-канала с названием «TheBrianMaps» и второго канала с названием «Брайн». Один из самых популярных видеоблогеров русскоязычного сегмента видеохостинга YouTube.

## Биография и карьера
Родился 25 сентября 1999 года в Кинеле Самарской области. Почти всё детство и юность провёл в родном городе.
После окончания школы переехал в Санкт-Петербург, затем поступил в Киновидеотехнический колледж и в 2019 году его окончил.

### Maxutko99
10 июля 2011 года был создан YouTube-канал Брайна Мапса под названием «Maxutko99». На канале выходили видеоролики совершенно разной тематики: летсплеи, обучающие видео и обзоры роликов из интернета.
До того как Максим создал свой первый канал, он снимал вместе со своим другом интернет-шоу-обзор под названием «Тигр Шоу», которое являлось пародией на популярное интернет-шоу российского видеоблогера Максима Голополосова «+100500», но в «Тигр Шоу» участвовали игрушки в виде животных. За всё время было снято всего 10 или 11 (точной информации нет) выпусков «Тигр Шоу», из которых сохранились выпуски с первого по четвёртый, шестой, а также восьмой. Видео на канале «Maxutko99» выходили каждую неделю. Последнее видео на канале было загружено 2 июня 2012 года. Под последним видео была ссылка на новый канал под названием «TheBrianMaps», и канал «Maxutko99» был закрыт.

### TheBrianMaps
4 июня 2012 года Тарасенко открыл новый канал с названием «TheBrianMaps», который ведётся до сих пор. Начинал свой творческий путь с летсплеев по игре Minecraft, затем перешёл на такие видео как блоги, подкасты и летсплеи (по другим играм), комедийные скетчи, пародии на различные передачи, музыкальные клипы. В настоящее время снимает лайфстайлы и влоги, иногда проводит стримы.
Однажды, проживая в Кинеле, он после окончания школы решает переехать в Санкт-Петербург для обучения в колледже и развития в видеоблогерской сфере. Уже будучи там, Брайн активно развивается в снятии скетчей для своего канала.
29 апреля 2014 года канал Брайна перешёл планку в 100 тысяч подписчиков, а 23 ноября 2015 года он набрал 2 миллиона подписчиков.
В феврале 2016 года был одним (вместе с Машей Вэй, Соней Есьман и Катей Клэп) из четырёх номинантов на премию «Nickelodeon Kids’ Choice Award» в номинации «Любимый российский видеоблогер», но на мартовской церемонии приз ушёл Соне Есьман.
В июле 2016 года победил в организованном «Твиттером» первом российском конкурсе видеоблогеров #TwitterStar, обойдя Катю Клэп и Яна Гордиенко. В ходе «твиттер-голосования» за него было отдано 1 268 291 голосов (твитов) против 1 267 041 за Катю Клэп и 66 930 за Яна Гордиенко.
По состоянию на середину июня 2017 года у канала «TheBrianMaps» на YouTube было 5,3 миллиона подписчиков, на середину июня 2018 года — 7,2 миллиона, на начало февраля 2019 года — более 9 миллионов. 9 апреля 2019 года набрал 10 миллионов подписчиков, в связи с чем анонсировал приуроченный к юбилею эксплуатационный короткометражный фильм «Последняя кнопка». Он был выпущен на канале 23 июля 2019 года в жанрах ужасов и комедии.
23 октября 2019 года на канале Эльдара Джарахова вышел клип с участием Брайна Мапса в образе Оливии, героини из скетчей.
20 декабря 2020 года на прямой трансляции Брайн Мапс анонсировал свой второй короткометражный фильм «Последняя кнопка 2», который был опубликован на его канале 3 июня 2021 года. По сути, этот фильм фактически завершил повествование вселенной скетчей. В бекстейдже к нему Максим подтвердил данный факт.

## Фильмография
| Год  |     | Название           | Роль                                                         |
| ---- | --- | ------------------ | ------------------------------------------------------------ |
| 2019 | кор | Последняя кнопка   | Брайн, Оливия, Ботан, мать Брайна, отец Брайна, Дерзкая няня |
| 2021 | кор | Последняя кнопка 2 | Брайн, Оливия, Ботан, Дерзкая няня, мать Брайна              |

## Участие в музыкальных клипах других исполнителей
| Год  | Название        | Исполнитель             | Ист.   |
| ---- | --------------- | ----------------------- | ------ |
| 2016 | «Лето»          | Наташа Трейя            |        |
| 2019 | «День Рождения» | Охрип (Эльдар Джарахов) | [ 20 ] |
| 2023 | «Накажу»        | МС Кисуля               | [ 22 ] |
| 2024 | «Не сей любовь» | DK (Даня Кашин)         | [ 23 ] |

## Премии и номинации
| Год  | Премия                          | Номинация                      | Результат | Ист.   |
| ---- | ------------------------------- | ------------------------------ | --------- | ------ |
| 2016 | Nickelodeon Kids’ Choice Awards | Любимый российский видеоблогер | Номинация | [ 16 ] |
| 2016 | #TwitterStar (Россия)           |                                | Победа    | [ 17 ] |
| 2016 | Видфест                         | Лайк за юмор                   | Номинация | [ 24 ] |